# Де Камп, Лайон Спрэг
Лайон (Эл) Спрэг де Камп (англ. Lyon "L." Sprague de Camp, 27 ноября 1907[…], Нью-Йорк, Нью-Йорк[…] — 6 ноября 2000[…], Плейно) — американский писатель-фантаст, один из родоначальников жанра фэнтези.

## Биография
Родился в Нью-Йорке в 1907 году. Окончил Калифорнийский технологический институт. Во Вторую мировую служил во флоте, где познакомился с Айзеком Азимовым и Робертом Хайнлайном, другими известными писателями-фантастами.
Среди наиболее известных произведений де Кампа — множество статей, полноценных исследований и биографии Г.Ф. Лавкрафта и Роберта Говарда. Мэтью Хартман в обзоре книги де Кампа «Лавкрафт: биография» заявил, что де Камп «не защищает свои темы; он критикует там, где критика уместна, и объясняет в историческом и социологическом контексте, а не пытается что-либо оправдать». Подход Де Кампа к содержанию был назван некоторыми фанатами нелестным и несбалансированным за то, что он описывал «бородавки и все такое». Например, Марк Финн, автор книги «Кровь и гром: жизнь и искусство Роберта Говарда», утверждает, что «де Камп намеренно сформулировал свои вопросы о Говарде так, чтобы получить ответы, соответствующие его фрейдистским теориям о нем». 
Де Камп написал  цикл юмористического фэнтези о волшебнике Гарольде Ши, написанный в соавторстве с Флетчером Прэттом. Лайон также, вместе с Лин Картером — один из инициаторов многоавторского продолжения саги о Конане, автор нескольких книг об этом персонаже, дописал черновики Роберта Говарда.
Один из основателей современной альтернативно-исторической литературы (Да не опустится тьма).
Кроме того, является автором ряда биографий коллег-фантастов и научно-популярных книг, в которых пишет о научных открытиях и изобретениях либо с позиций материализма развенчивает псевдонаучные теории о сверхъестественном, «потерянных цивилизациях и континентах».

### Научная фантастика
- 1939 — Да не опустится тьма / Lest Darkness Fall
- 1948 — The Wheels of If and Other Science Fiction
- 1950 — Genus Homo (вместе с P. Schuyler Miller)
- 1950 — Рука Зеи / The Hand of Zei
- 1951 — Королева оборванцев / Rogue Queen
- 1953 — The Continent Makers and Other Tales of the Viagens
- 1953 — The Virgin of Zesh
- 1960 — The Glory That Was
- 1963 — A Gun for Dinosaur and Other Imaginative Tales
- 1978 — The Best of L. Sprague de Camp

### Фэнтези
- Дипломированный чародей The Incomplete Enchanter (1941) (с Флетчером Прэттом)
- Land of Unreason (1942)
- Отвергнутая принцесса The Undesired Princess (1951)
- Бар Гавагана Tales from Gavagan’s Bar (1953, exp. 1978) (с Флетчером Прэттом)
- Кольцо тритона The Tritonian Ring and Other Pusadian Tales (1953)
- Конан Tales of Conan (1955) (с Робертом Говардом)
- Конан. Классическая сага Conan the Adventurer (collection)|Conan the Adventurer (1966)
- Башня гоблинов The Goblin Tower (1968)
- Часы Ираза The Clocks of Iraz (1971)
- Демон, который ошибался The Fallible Fiend (1973)
- Корона Ксилара The Unbeheaded King (1983)

### Другие
- «Потерянные континенты[англ.]» / Lost Continents: The Atlantis Theme in History, Science, and Literature (1954) — критический обзор литературы об Атлантиде, издан на русском языке в 2007 году (изд. Центрполиграф).
- «Дракон ворот Иштар» / The Dragon of the Ishtar Gate (1961) — первый исторический роман автора.
- «Мечи и колдовство» / Swords and Sorcery (1963)
- «Лавкрафт: Биография» / Lovecraft: a Biography (1975) — биография Говарда Филлипса Лавкрафта, издана на русском языке в 2008 году (изд. Амфора).

## Премии и награды
- 1953, International Fantasy Award в категории «Нехудожественное произведение» за «Lands Beyond» (1952)
- 1972, Британская премия фэнтези в категории «Рассказ» за «Демон, который ошибался» (The Fallible Fiend) (1972)
- 1976, премия Хьюго. Премия "Гэндальф «Грандмастер фэнтэзи»
- 1978, премия Небьюла. Премия Грандмастер
- 1984, Всемирная премия фэнтези. Премия «За заслуги перед жанром»
- 1995, Sidewise Awards. Премия «За особый вклад в развитие жанра»
- 1997, премия Хьюго в категории «Нехудожественное произведение» за «Time & Chance: An Autobiography» (1996)
- 1998, SFRA Awards. Премия «Пилигрим»